# Giuseppe Ginanni
Giuseppe Ginanni o Giuseppe Zinanni (* Rávena, 7 de noviembre de 1692 - 23 de octubre de 1753, íbid.) fue un naturalista y botánico italiano. 
Ginanni es el autor de la primera obra consegrada a los huevos de aves: Dell Uova e dei Nidi degli Uccelli (Venecia, 1737), ilustrado con 34 planchas en negro. Divide las aves en tres grupos, las aves terrestres no rapaces (uccelli terrestri non rapaci), las rapaces terrestres (uccelli terrestri rapaci) y las aves acuáticas (uccelli aquátici). 
Cada lámina describe de uno a nueve huevos representando en total 106 especies. 
También publicó un libro sobre los caracoles terrestres y su reproducción y posteriormente otro sobre saltamontes.
- La abreviatura «Ginanni» se emplea para indicar a Giuseppe Ginanni como autoridad en la descripción y clasificación científica de los vegetales.[1]